# オスカー・レーラー
オスカー・レーラー（Oskar Roehler 1959年1月21日- ）はドイツバイエルン州スターンベルク出身の映画監督、脚本家。
両親は共に作家であった。

## 主な作品
- 壁のあと Die Unberührbare (2000)
- Der Alte Affe Angst (2003)
- アグネスと彼の兄弟 Agnes und seine Brüder (2004)
- 素粒子 Elementarteilchen (2006)
- Lulu und Jimi (2009)